# Tatiana Lemos
Tatiana Martine Lemos de Lima Barbosa (Brasília, 10 de dezembro de 1978) é uma nadadora brasilleira.
É formada em educação física e faz parte da Comissão de Atletas do Comitê Olímpico do Brasil.

## Trajetória esportiva
Tatiana começou a nadar aos cinco anos, quando morava no Rio de Janeiro, e passou a competir pelo Botafogo de Futebol e Regatas, clube onde a irmã mais velha já treinava; depois, transferiu-se para o Club de Regatas Vasco da Gama.
Teve uma ótima estréia nos Jogos Pan-Americanos de 1999, realizados em Winnipeg, com três medalhas de bronze nas três provas dos revezamentos: 4x100 metros livre, 4x200 metros livre e 4x100 metros medley.
Participou do Campeonato Mundial de Natação em Piscina Curta de 2000 em Atenas, onde ficou em 22º lugar nos 50 metros livre, 25º lugar nos 100 metros livre, nono lugar nos 4x100 metros livre e nono lugar nos 4x200 metros livre.
Esteve no Campeonato Mundial de Natação em Piscina Curta de 2002 em Moscou, onde foi à final dos 4x100 metros livre, ficando em oitavo lugar. e em nono lugar nos 4x200 metros livre.
Nos Jogos Pan-Americanos de 2003 em Santo Domingo, obteve outra medalha de bronze, nos 4x100 metros livre.
No Campeonato Mundial de Esportes Aquáticos de 2003 em Barcelona, ficou em 14º lugar nos 4x100 metros livre.
Tatiana também entrou no revezamento 4x100m livre nas Olimpíadas de 2004 em Atenas, e ela foi a segunda a pular na piscina no dia 14 de agosto daquele ano. O time, que tinha ainda Renata Burgos, Rebeca Gusmão e Flávia Delaroli, ficou com a 12ª colocação na disputa olímpica. Tatiana também ficou em 19º lugar na prova dos 100 metros livre.
Participou do Campeonato Mundial de Natação em Piscina Curta de 2004, e quase conseguiu uma medalha, terminando em quarto lugar nos 4x100 metros livre e também obteve o sexto lugar nos 4x200 metros livre.
Nos Jogos Pan-Americanos de 2007 no Rio, Tatiana obteve a medalha de bronze nos 4x200 metros livre, junto com Monique Ferreira, Manuella Lyrio e Paula Baracho. Ela também obteve a medalha de prata nos 4x100 metros livre, junto com Flávia Delaroli, Monique Ferreira e Rebeca Gusmão, porém, posteriormente, esta medalha foi cassada devido ao doping de Rebeca Gusmão.
Em maio de 2008, juntamente com Flávia Delaroli, Monique Ferreira e Michelle Lenhardt, obteve novo recorde sul-americano dos 4x100 metros livre, com o tempo de 3min43s16. A nadadora quase ficou fora do grupo que foi para os jogos olímpicos. Sua vaga veio apenas com a exclusão de Julyana Kury, flagrada em um exame antidoping.
Participou dos Jogos Olímpicos de Verão de 2008 realizados em Pequim, na China, ficando em décimo lugar no 4x100 metros medley e em 13º lugar no 4x100 metros livre.
No Campeonato Mundial de Esportes Aquáticos de 2009 em Roma, Tatiana ficou em 29º nos 50 metros livre. 22º nos 100 metros livres, e foi à final dos 4x100 metros medley, terminando em oitavo lugar.
No Mundial Militar realizado em 2010 em Warendorf, na Alemanha, ela obteve a medalha de ouro nos 100 metros livre e nos 4x100 metros livre, e a prata nos 50 metros livre, 200 metros livre e 4x100 metros medley.
Participou do Campeonato Mundial de Natação em Piscina Curta de 2010 em Dubai, e ficou em 19º lugar nos 100 metros livre e 28º nos 200 metros livre. Foi à final dos 4x100 metros livre, ficando em oitavo lugar, e dos 4x100 metros medley, também ficando em oitavo.
No Campeonato Mundial de Esportes Aquáticos de 2011 em Xangai, Tatiana obteve o 25º lugar nos 100 metros livre, o 13º nos 4x100m livres  e o 17º nos 4x100 metros medley.
Os melhores resultados de sua carreira foram obtidos nos Jogos Pan-Americanos de 2011 em Guadalajara, onde Tatiana obteve medalha de prata no revezamento 4x100 metros livre e nos 4x200 metros livre, e medalha de bronze no 4x100 metros medley.
Esteve no Campeonato Mundial de Natação em Piscina Curta de 2012 em Istambul, onde foi à final dos 4x100 metros livre, ficando em sexto lugar.
Integrante da Marinha do Brasil, encerrou a carreira de atleta em 2013, competindo pelo Grêmio Náutico União.

### Recordes
Tatiana é a atual detentora, ou ex-detentora, dos seguintes recordes:
Piscina olímpica (50 metros)
- Ex-recordista sul-americana dos 100 metros livre: 54s72, tempo obtido em 13 de dezembro de 2009
- Ex-recordista sul-americana do revezamento 4x100 metros livre: 3m41s49, obtidos em 6 de setembro de 2009, com Michelle Lenhardt, Monique Ferreira e Julyana Kury
- Recordista sul-americana do revezamento 4x100 metros medley: 3m58s49, obtidos em 1 de agosto de 2009, com Fabíola Molina, Carolina Mussi e Gabriella Silva

Piscina semi-olímpica (25 metros)
- Ex-recordista sul-americana dos 100m livre: 53s19, tempo obtido em 11 de novembro de 2009
- Recordista sul-americana dos 200m livre: 1m56s43, tempo obtido em 14 de novembro de 2009
- Ex-recordista sul-americana do revezamento 4x100m livre: 3m35s95, obtidos em 18 de dezembro de 2010, com Flavia Delaroli, Michelle Lenhardt e Julyana Kury
- Ex-recordista sul-americana do revezamento 4x200m livre: 8m01s78, obtidos em 9 de setembro de 2005, com Paula Baracho, Manuella Lyrio e Joanna Maranhão